# 烏克蘭希臘禮天主教德國及斯堪地納維亞宗座代牧區
烏克蘭希臘禮天主教德國及斯堪地納維亞宗座代牧區 （拉丁語：Exarchatus Apostolicus Germaniae et Scandiae）是一個包括德國和斯堪地那維亞三國的東儀天主教宗座代牧區（烏克蘭希臘禮），直屬教廷。
代牧區於1959年4月17日成立，教座位於德國的慕尼黑。2009年有教友30,320人、十九個堂區、卅四名司鐸。現任宗座代牧為伯多祿·克里克。